# آرتی آتاناسوپولو
آرتی آتاناسوپولو (یونانی: Αρετή Αθανασοπούλου ؛ متولد ۱۷ نوامبر ۱۹۷۷ در آتن) یک تکواندوکار یونانی است که در کلاس پروزن (سبک‌وزن) زنان رقابت می کرد.
وی در مسابقات قهرمانی تکواندو قهرمانی جهان ۲۰۰۳ که در گارمیش-پارتنکیرشن آلمان برگزار شد، مدال طلای وزن زیر ۵۹ کیلوگرم را بدست آورد و نماینده کشورش یونان، در دو دوره المپیک (۲۰۰۰ و ۲۰۰۴) بود.  آتاناسوپولو در طول دوران ورزشی خود به عنوان عضوی از تیم تکواندوی اِی اس واینوریس آتنائیکوس، در آتن زادگاه خود، تحت سرمربیگری و هدایتگری آپوستولوس یاکوواکیس، آموزش دید. 